# Bokn
Bokn è un comune norvegese della contea di Rogaland. Da qui partirà il tunnel sottomarino Rogfast che la collegherà a Randaberg passando sotto il Boknafjord.